# Episodi di Due uomini e mezzo (quarta stagione)
La quarta stagione della serie televisiva Due uomini e mezzo è stata trasmessa negli Stati Uniti dal 18 settembre 2006 al 14 maggio 2007 su CBS.
In Italia la stagione è andata in onda dal 18 agosto al 15 settembre 2009 su Rai 2. La prima di stagione tuttavia non è stata trasmessa da Rai 2. Quest'ultima è andata in seguito in onda il 23 ottobre 2009 sul canale digitale terrestre a pagamento Joi.
| nº | Titolo originale                     | Titolo italiano         | Prima TV USA      | Prima TV Italia   |
| -- | ------------------------------------ | ----------------------- | ----------------- | ----------------- |
| 1  | Working for Caligula                 | Quattro mesi dopo       | 18 settembre 2006 | 23 ottobre 2009   |
| 2  | Who's Vod Kanockers?                 | Non ricominciare Alan   | 25 settembre 2006 | 18 agosto 2009    |
| 3  | The Sea is a Harsh Mistress          | Mare traditore          | 2 ottobre 2006    | 18 agosto 2009    |
| 4  | A Pot Smoking Monkey                 | Il cane della discordia | 9 ottobre 2006    | 19 agosto 2009    |
| 5  | A Live Woman of Proven Fertility     | Forti perplessità       | 16 ottobre 2006   | 20 agosto 2009    |
| 6  | Apologies for the Frivolity          | Complesso di Edipo      | 23 ottobre 2006   | 21 agosto 2009    |
| 7  | Repeated Blows to His Unformed Head  | Amore e gravidanza      | 6 novembre 2006   | 22 agosto 2009    |
| 8  | Release the Dogs                     | Liberate i cani         | 13 novembre 2006  | 24 agosto 2009    |
| 9  | Corey's Been Dead For an Hour        | Il conto prego          | 20 novembre 2006  | 25 agosto 2009    |
| 10 | Kissing Abraham Lincoln              | Baciando Abramo Lincoln | 27 novembre 2006  | 26 agosto 2009    |
| 11 | Walnuts and Demerol                  | Noci e cloroformio      | 11 dicembre 2006  | 28 agosto 2009    |
| 12 | Castrating Sheep in Montana          | A cena da Berta         | 8 gennaio 2007    | 31 agosto 2009    |
| 13 | Don't Worry, Speed Racer             | Torta di banane         | 22 gennaio 2007   | 1º settembre 2009 |
| 14 | That's Summer Sausage, Not Salami    | Salsiccia affumicata    | 5 febbraio 2007   | 2 settembre 2009  |
| 15 | My Damn Stalker                      | Lezione di storia       | 12 febbraio 2007  | 3 settembre 2009  |
| 16 | Young People Have Phlegm Too         | Tutti in pista          | 19 febbraio 2007  | 4 settembre 2009  |
| 17 | I Merely Slept With a Commie         | Ritratto di famiglia    | 26 febbraio 2007  | 4 settembre 2009  |
| 18 | It Never Rains in Hooterville        | Padre e figlio          | 19 marzo 2007     | 6 settembre 2009  |
| 19 | Smooth as a Ken Doll                 | Dacci un taglio         | 9 aprile 2007     | 7 settembre 2009  |
| 20 | Aunt Myra Doesn't Pee a Lot          | Il matrimonio           | 16 aprile 2007    | 9 settembre 2009  |
| 21 | Tucked, Taped and Gorgeous           | Il dubbio               | 23 aprile 2007    | 10 settembre 2009 |
| 22 | Mr. McGlue's Feedbag                 | Lezione di vita         | 30 aprile 2007    | 11 settembre 2009 |
| 23 | Anteaters. They're Just Crazy-lookin | Il falegname            | 7 maggio 2007     | 14 settembre 2009 |
| 24 | Prostitutes and Gelato               | Il fidanzato di Evelyn  | 14 maggio 2007    | 15 settembre 2009 |

## Quattro mesi dopo
- Titolo originale: Working for Caligula
- Diretto da: Gary Halvorson
- Scritto da: Lee Aronsohn e Chuck Lorre

### Trama
Quattro mesi dopo essersi sposato e trasferito, Alan torna da Charlie quando Kandi lo caccia di casa dopo aver sperperato tutti i soldi vinti al casinò durante la luna di miele. Alan cade in un profondo stato di depressione e Charlie si vede costretto a chiamare Evelyn, che riesce a risollevare il figlio. 

## Non ricominciare Alan
- Titolo originale: Who's Vod Kanockers?
- Diretto da: Gary Halvorson
- Scritto da: Chuck Lorre e Lee Aronsohn (soggetto); Don Foster e Eddie Gorodetsky (sceneggiatura)

### Trama
Alan e Charlie parlano di Mia e Charlie rivela il motivo per cui l'ha lasciata e Alan tenta di sdebitarsi, regalandogli da ultimo un cappello molto costoso, che Charlie non apprezza. Il cantante Steven Tyler prende in affitto la villa accanto e si esercita a cantare per un tour, turbando la quiete del furibondo Charlie, che aggredisce invano il cantante. Dopo un periodo molto emotivo, Charlie confessa ad Alan di averlo usato come scusa per non sposarsi.

## Mare traditore
- Titolo originale: The Sea is a Harsh Mistress
- Diretto da: Gary Halvorson
- Scritto da: Chuck Lorre e Lee Aronsohn (soggetto); Eddie Gorodetsky e Mark Roberts (sceneggiatura)

### Trama
Charlie, tentando di rimorchiare una surfista, per poco non affoga e quando si riprende confessa ad Alan di aver visto suo padre che gli chiedeva di occuparsi di Evelyn. I tre il giorno dopo vanno a pranzo insieme ed Evelyn, venuta a conoscenza della visione di Charlie, ne approfitta per stare a casa sua un paio di giorni dopo l'ennesima operazione di chirurgia plastica.

## Il cane della discordia
- Titolo originale: A Pot Smoking Monkey
- Diretto da: Gary Halvorson
- Scritto da: Bill Prady e Maria Espada Pearce (soggetto); Chuck Lorre, Lee Aronsohn e Susan Beavers (sceneggiatura)

### Trama
Alan e Kandi litigano per avere l'affidamento del cagnolino che hanno comprato; la cosa finisce in tribunale e l'avvocato che ha assistito Judith difende ora Kandi. Nel frattempo Charlie accompagna Jake a comprare un regalo per la sua ragazza. Alan entra in casa di Kandi e prende il cane di nascosto, ma viene presto scoperto. Jake infine si lascia.

## Forti perplessità
- Titolo originale: A Live Woman of Proven Fertility
- Diretto da: Gary Halvorson
- Scritto da: Don Foster e Susan Beavers (soggetto); Chuck Lorre e Lee Aronsohn (sceneggiatura)

### Trama
Judith comunica ad Alan che sta per sposarsi col pediatra di Jake, Herb, ma il bambino fugge da casa poiché non sopporta che il medico si comporti da padre con lui. Alan cerca di spingerlo ad accettare la situazione perché non dovrebbe più pagare gli alimenti e lui e Charlie riescono a convincerlo pagandolo, ma Herb comunica loro che lui e Judith hanno preso una pausa. Charlie, Alan e il medico escono quindi insieme organizzando l'addio al celibato per Herb, ma Judith trova il video della serata sul suo cellulare.

## Complesso di Edipo
- Titolo originale: Apologies for the Frivolity
- Diretto da: Gary Halvorson
- Scritto da: Chuck Lorre e Lee Aronsohn (soggetto); Don Foster e Mark Roberts (sceneggiatura)

### Trama
Charlie comincia una relazione con Lydia, una donna che presenta molte somiglianze con Evelyn (lavora come agente immobiliare, indossa un completo, è una madre single con due figli, non ha peli sulla lingua e risponde con sarcasmo). Nonostante Charlie si renda sempre più conto di quanto le due donne siano uguali, alla fine si vede di nuovo con Lydia.

## Amore e gravidanza
- Titolo originale: Repeated Blows to His Unformed Head
- Diretto da: Gary Halvorson
- Scritto da: Chuck Lorre e Lee Aronsohn (soggetto); Eddie Gorodetsky e Jim Patterson (sceneggiatura)

### Trama
A casa di Charlie si presenta una ragazza incinta, Naomi, la figlia più giovane di Berta che cattura subito l'attenzione di Alan. Charlie trova quindi Berta che piange, triste per la sorte della figlia, e i due si dirigono dall'uomo che l'ha messa incinta, ottenendo una somma importante. Al loro rientro Naomi, che ha appena baciato Alan, sta partorendo e dà alla luce una bambina. Naomi infine rivela che non è l'uomo da cui sono andati Berta e Charlie il padre.

## Liberate i cani
- Titolo originale: Release the Dogs
- Diretto da: Gary Halvorson
- Scritto da: Susan Beavers e Jim Patterson (soggetto); Chuck Lorre e Lee Aronsohn (sceneggiatura)

### Trama
Alan è insonne da alcuni giorni ma è refrattario all'assumere dei soporiferi: cerca quindi di risolvere il problema consultando la psichiatra, che gli dice che forse il problema è l'invidia nei confronti di Charlie. Questi fa un patto con Jake: non uscirà con la madre della bambina che gli piace se gli pulirà la macchina. Charlie viola l'accordo e Jake si vendica.

## Il conto prego
- Titolo originale: Corey's Been Dead For an Hour
- Diretto da: Gary Halvorson
- Scritto da: Mark Roberts e Don Foster (soggetto); Lee Aronsohn e Chuck Lorre (sceneggiatura)

### Trama
Alan inventa ogni sotterfugio per evitare di pagare in qualsiasi situazione e Charlie, per costringerlo a tradirsi, gliela fa pagare durante un'uscita a quattro con due ragazze, in occasione della quale Jake rimane per la prima volta solo a casa. La cena viene pagata dalle due, che escono con una celebrità trovata al ristorante, mentre Jake viene raggiunto da Rose. Charlie trova i risparmi di Alan e lo costringe a dire la verità per poi restituirglieli.

## Baciando Abramo Lincoln
- Titolo originale: Kissing Abraham Lincoln
- Diretto da: Gary Halvorson
- Scritto da: Eddie Gorodetsky e Mark Roberts (soggetto); Chuck Lorre e Lee Aronsohn (sceneggiatura)

### Trama
Alan va da Kandi per chiederle di vendere la casa che hanno comprato per evitare la bancarotta ma finisce per farci sesso, mentre Charlie scopre che Lydia ha preso possesso di una parte del suo cassettone e che lei e Berta non vanno affatto d'accordo. Le due donne arrivano presto allo scontro e, data l'incapacità di Charlie di scegliere tra una delle due, se ne vanno entrambe.

## Noci e cloroformio
- Titolo originale: Walnuts and Demerol
- Diretto da: Gary Halvorson
- Scritto da: Lee Aronsohn e Chuck Lorre (soggetto); Susan Beavers e Jim Patterson (sceneggiatura)

### Trama
È la vigilia di Natale e a casa di Charlie si autoinvita tutta la sua famiglia, mentre lui avrebbe voluto solo passare la sera con la sua nuova conquista, Gloria. Evelyn e la madre della ragazza, Dorothy, rivelano tuttavia che i due potrebbero essere fratelli per via di uno scambio di coppia e li fermano. Jake infine si ubriaca di zabaione mentre Dorothy finisce a letto con Alan per far dispetto a Evelyn.

## A cena da Berta
- Titolo originale: Castrating Sheep in Montana
- Diretto da: James Widdoes
- Scritto da: Chuck Lorre e Lee Aronsohn (soggetto); Mark Roberts e Eddie Gorodetsky (sceneggiatura)

### Trama
Alan rivela a Charlie di aver cominciato a frequentare Naomi, la figlia di Berta, alle spalle di quest'ultima; quando tuttavia la donna lo scopre, si fa in quattro per farli stare insieme poiché Alan è l'uomo migliore che la figlia abbia trovato. Berta organizza quindi una cena di famiglia ma alla fine di questa il padre della bambina ritorna e si rimette con Naomi.

## Torta di banane
- Titolo originale: Don't Worry, Speed Racer
- Diretto da: Gary Halvorson
- Scritto da: Mark Roberts e Susan Beavers (soggetto); Chuck Lorre e Lee Aronsohn (sceneggiatura)

### Trama
Jake rivela ad Alan e Charlie che dalla sua stanza a casa di Judith sente quando lei e Herb hanno un rapporto sessuale; quando loro lo rivelano a Evelyn, la donna rievoca nella mente del figlio maggiore l'occasione in cui la vide con un uomo. Parlando con Rose, Charlie recupera altri ricordi rimossi simili per poi scoprire di nuovo sua madre con un uomo.

## Salsiccia affumicata
- Titolo originale: That's Summer Sausage, Not Salami
- Diretto da: Gary Halvorson
- Scritto da: Chuck Lorre e Lee Aronsohn (soggetto); Don Foster, Susan Beavers e Jim Patterson (sceneggiatura)

### Trama
Berta e Alan litigano ancora sulla spesa mentre Charlie, il giorno dopo, conosce la nuova vicina Danielle: la donna ha intenzione di sistemarsi e per questo Charlie decide di presentargli Alan così da toglierselo di mezzo. Alan e Danielle escono un paio di volte ma alla fine la donna si rivela un'alcolizzata molto simile a Charlie: questi allora decide di conquistarla, ma alla fine i due fratelli le negano un ménage a trois. Charlie si consola con una ragazza conosciuta al supermercato.

## Lezione di storia
- Titolo originale: My Damn Stalker
- Diretto da: James Widdoes
- Scritto da: Chuck Lorre e Lee Aronsohn (soggetto); Mark Roberts e Eddie Gorodetsky (sceneggiatura)

### Trama
Charlie scopre che Alan frequenta un sito di appuntamenti mentre Rose aiuta Jake nella preparazione del compito di storia. Rose confessa a Charlie di essere sul punto di trasferirsi a Londra per lavoro ma anche perché la loro relazione è ormai al limite mentre Alan si incontra con Beverly, conosciuta sul sito. Alan e Beverly passano la notte insieme mentre Charlie chiede a Rose di non andarsene, convinto che tutto sia in realtà una farsa: la ragazza tuttavia se ne va per davvero e Charlie, al suo rientro a casa, trova Alan legato al letto e vestito da donna.

## Tutti in pista
- Titolo originale: Young People Have Phlegm Too
- Diretto da: Andrew D. Weyman
- Scritto da: Eddie Gorodetsky e Mark Roberts (soggetto); Chuck Lorre e Lee Aronsohn (sceneggiatura)

### Trama
Charlie si sente dire da tutta la famiglia che anche per lui il tempo è passato e che deve cominciare a regolarsi di più ma non lo accetta. Dopo una serata nella quale trascina Alan in discoteca per stare dietro a due ragazze molto più giovani, Charlie ha un malore: si rivelerà una semplice indigestione, ma ne resterà molto colpito. Dopo una settimana senza uscire di casa, Alan lo porta in un locale per persone della loro età e Charlie farà subito conquista.

## Ritratto di famiglia
- Titolo originale: I Merely Slept With a Commie
- Diretto da: Gary Halvorson
- Scritto da: Chuck Lorre e Lee Aronsohn (soggetto); Susan Beavers & Jim Patterson (sceneggiatura)

### Trama
Dopo aver sentito gli acidi commenti sul funerale di una sua amica, Alan e Charlie rivelano ad Evelyn che anche lei è invisa a molti e la invitano a cambiare atteggiamento. Per il suo compleanno le fanno comunque un regalo e vanno a casa sua, dove Evelyn ha organizzato una piccola festa con pochi amici che invece la considerano una donna perfetta. Alan e Charlie sono quindi indotti a riflettere sulla vera natura della madre e, alle spalle l'uno dell'altro, si scusano con lei per poi realizzare un ritratto di famiglia, cui partecipano anche gli amici di Evelyn.

## Padre e figlio
- Titolo originale: It Never Rains in Hooterville
- Diretto da: Gary Halvorson
- Scritto da: Lee Aronsohn e Chuck Lorre (soggetto); Don Foster e Mark Roberts (sceneggiatura)

### Trama
Alan si rende conto di quanto in fretta sia cresciuto Jake e decide di passarci più tempo, ma le sue idee non sono buone. Dato quindi che il principale motivo del divorzio con Kandi è stato il fatto che lui non voleva figli, Alan va da lei dicendole che ha cambiato idea così da dare un fratello a Jake, mentre Charlie parla con questi per fargli capire il momento che sta passando suo padre. Quando Kandi tuttavia viene informata che ha ottenuto la parte nella serie tv che voleva firma le carte del divorzio.

## Dacci un taglio
- Titolo originale: Smooth as a Ken Doll
- Diretto da: Gary Halvorson
- Scritto da: Chuck Lorre e Lee Aronsohn (soggetto); Susan Beavers, Eddie Gorodetsky e Don Foster (sceneggiatura)

### Trama
Judith e Herb sono ormai prossimi alle nozze e Alan e Charlie, nel portarle l'ultimo assegno degli alimenti, conoscono la sua futura cognata Myra, che non va affatto d'accordo con Judith. I due fratelli, Myra e Jake vanno al cinema e rientrando a casa Myra e Charlie, dopo aver conoscenza e essersi trovati molto simili, si baciano. Dopo l'ennesima litigata con Judith, Myra si trasferisce da Charlie fino al matrimonio e passano la notte insieme, dopo essersi confessati di piacersi l'un l'altra.

## Il matrimonio
- Titolo originale: Aunt Myra Doesn't Pee a Lot
- Diretto da: Jerry Zaks
- Scritto da: Eddie Gorodetsky e Jim Patterson (soggetto); Lee Aronsohn e Chuck Lorre (sceneggiatura)

### Trama
Alan si infuria con Charlie per essere andato a letto con Myra, ma questa il giorno dopo gli chiede di farle da cavaliere al matrimonio e lui accetta. Durante la cerimonia gli rivela di essere anche lei prossima alle nozze mentre Alan, dopo aver portato Jake, viene avvicinato dalla ex moglie di Herb, rifiutandosi tuttavia di avere un rapporto sessuale con lei.

## Il dubbio
- Titolo originale: Tucked, Taped and Gorgeous
- Diretto da: Jerry Zaks
- Scritto da: Chuck Lorre e Lee Aronsohn (soggetto); Mark Roberts e Don Foster (sceneggiatura)

### Trama
Charlie conosce Greg, un amico gay di Alan che frequenta il suo stesso gruppo di genitori separati, e crede che voglia far diventare gay anche loro due. Jake dice a Judith che Alan è gay e questa lo dice anche ad Evelyn, mentre Charlie va dalla psicologa per assicurarsi di essere etero. Alan tenta di baciare Greg ma questi lo porta ad accettare di non essere gay.

## Lezione di vita
- Titolo originale: Mr. McGlue's Feedbag
- Diretto da: Jon Cryer
- Scritto da: Lee Aronsohn e Chuck Lorre (soggetto); Jim Patterson e Don Foster (sceneggiatura)

### Trama
Alan deve rinnovare la patente per cui chiede a Charlie di occuparsi di Jake: i due vanno all'ippodromo, dove il bambino vince una somma notevole, mentre Alan cede il suo posto ad una donna tentando inutilmente di fare colpo. Al suo rientro scopre della vincita del figlio ma, per dimostrare a Charlie che è importante insegnargli dei valori, gli lascia i soldi, che Jake spende in un motorino in pessime condizioni. Alan insegna quindi al figlio il valore dei soldi.

## Il falegname
- Titolo originale: Anteaters. They're Just Crazy-lookin
- Diretto da: Lee Aronsohn
- Scritto da: Lee Aronsohn e Chuck Lorre (soggetto); Don Foster, Mark Roberts e Jim Patterson (sceneggiatura)

### Trama
Tutto l'esterno della casa è ridotto male e Alan si rivolge a Fernando, un aitante falegname ispanico che diventa ben presto l'oggetto delle attenzioni delle donne che transitano in casa di Charlie. Questi diventa ben presto geloso del successo che riscuote quello che lui stesso considera una sua versione più giovane e, dopo averlo trovato con la sua attuale fiamma Chloe, prima la riconquista con la ricchezza e poi lo licenzia.

## Il fidanzato di Evelyn
- Titolo originale: Prostitutes and Gelato
- Diretto da:
- Scritto da: Susan Beavers e Eddie Gorodetsky (soggetto); Chuck Lorre e Lee Aronsohn (sceneggiatura)

### Trama
Charlie, Alan e Jake conoscono Teddy, il nuovo fidanzato di Evelyn. L'uomo invita i due figli della compagna a passare una serata con lui a Las Vegas e li conquisterà al punto da ottenere la loro benedizione per il matrimonio con la donna. Pochi giorni dopo Evelyn, desiderosa di avere altre avventure, lo lascerà, ma quando il suo nuovo uomo morirà dopo aver assunto Viagra tornerà da Teddy, accontentando i figli.
- Guest star: Robert Wagner (Teddy Leopold)